# Platyura fulva
Platyura fulva är en tvåvingeart som beskrevs av Ostroverkhova 1979. Platyura fulva ingår i släktet Platyura och familjen platthornsmyggor. Inga underarter finns listade i Catalogue of Life.